# Koszkowo
Koszkowo (niem. Koschkowo) – wieś w Polsce położona w województwie wielkopolskim, w powiecie gostyńskim, w gminie Borek Wielkopolski. Przez wieś przebiega trasa drogi wojewódzkiej nr 437. Koszkowo zamieszkuje 270 osób i istnieje tu 10 gospodarstw rolnych. Wielką część gruntów należących do wsi posiada zakład rolny Mróz.
We wsi jest zachowany spichlerz z XIX wieku, znajdujący się przy drodze, oraz na zabytkowy dąb, na którym umieszczona jest figurka, upamiętniająca wydarzenia z okresu II wojny światowej.

## Historia
Nazwa wsi Koszkowo wywodzi się ludowej nazwy skrzypu olbrzymiego - koszczka. W czasach, gdy Puszcza Nadobrzańska była królewską własnością, osiedlał się tu strzelec książęcy, pełniący rolę leśnika i zarazem prowadzący zajazd-karczmę. To dlatego, że osada znajdowała się przy starym szlaku handlowym przed Czarnym Brodem przez Obrę. W XVII wieku Koszkowo przekształciło się w majątek rycerski, a prawa czynszowe otrzymało już w XIV wieku. Właściciel zbudował dworek, we wsi mieszkał sołtys, 7 kmieci i karczmarz. Na początku XIV wieku w okolicy istniał folwark, który systematycznie powiększał się poprzez karczowanie lasów. W XVIII wieku najprawdopodobniej drogą zakupu dołączyło do klucza w Jeżewie. Wieś była własnością hrabiny Rozalii Raczyńskiej. Po uwłaszczeniu chłopów w 1838 roku, folwark posiadał 12 zamieszkałych domów, w których mieszkało 104 osoby, natomiast wieś chłopska składała się z 18 gospód z populacją liczącą 100 mieszkańców. W 1909 roku położona była w powiecie gostyńskim rejencji poznańskiej w Wielkim Księstwie Poznańskim. W latach 1954–1961 wieś należała i była siedzibą władz gromady Koszkowo, po jej zniesieniu w gromadzie Borek. W latach 1975–1998 miejscowość administracyjnie należała do województwa leszczyńskiego.